# مشعل الفارسي
مشعل الفارسي هو لاعب كرة قدم عُماني يلعب في مركز الدفاع.